# Kanpuku-ji
Le Kanpuku-ji (観福寺) est un temple bouddhiste du Bouddhisme Shingon de la secte Buzan situé à Yamakura, dans la ville de Katori, préfecture de Chiba. Le temple est l'un des deux temples à Katori portant le même nom, l'autre étant le Makinosan Kanpuku-ji.

## Histoire
Selon la légende, le Kanpuku-ji est établi par Kūkai (774 - 835), fondateur du Bouddhisme Shingon. Kūkai, au cours d'une visite dans la région, s'aperçoit que ses habitants souffrent de maladies infectieuses. Kūkai jeûne et prie Takejizai-ten (他化自在天) et le Kosodate Kannon (子育観音). Les habitants offrent à Kūkai du saumon de la proche rivière Kuri et sont soudainement guéris. Le festival du temple, qui se tient le 7 octobre de chaque année, comporte l'offre d'un saumon cru au cours d'un service bouddhiste.
Le temple est fondé par Saichō (767 - 822), fondateur du Bouddhisme Tendai lors d'une visite dans la région. Le Kanpuku-ji sert de temple auxiliaire au Yamakura-jinja voisin jusqu'à la restauration de Meiji. En 1871, dans le contexte du shinbutsu bunri, temples et sanctuaires sont formellement séparés. Les objets bouddhistes sont retirés du sanctuaire Yamakura et installés au Kanpuku-ji, un processus qui dure jusqu'au débuts du XXe siècle.

## Bâtiments
- Mizuya, zone couverte avec un bassin d'eau pour le lavage des mains
- Kyakuden, bâtiment de réception
- Kuri, quartiers des moines
- Kōdō, bâtiment de lecture
- Nyōkyōsho, lieu d'offrande d'un sutra bouddhiste[1]

## Ordre dans le circuit du pèlerinage bouddhiste
Le Kanpuku-ji est le 45e temple du Kantō Hachijūhachikasho, circuit de pèlerinage de 88 temples bouddhistes dans la région de Kantō à l'est du Japon, visitée par ou associée à Kūkai,.